# Stenhelia arenicola
Stenhelia arenicola är en kräftdjursart som beskrevs av C. B. Wilson 1932. Stenhelia arenicola ingår i släktet Stenhelia och familjen Diosaccidae. Inga underarter finns listade i Catalogue of Life.